# Neven Mimica
Neven Mimica, hrvaški politik in diplomat, * 12. oktober 1953, Split, SR Hrvaška, SFRJ. 
Od 1. novembra 2014 je do leta 2019 v Junckerjevi komisiji opravljal funkcijo evropskega komisarja za mednarodno sodelovanje in razvoj. Pred tem je od julija 2013 do novembra 2014 kot prvi hrvaški evropski komisar po priključitvi Hrvaške k Evropski Uniji v drugi Barrosovi komisiji nastopil na mestu komisarja za varstvo potrošnikov.
Mimica je pred svojo vlogo v Evropski uniji opravljal tudi številne vladne funkcije na Hrvaškem. Od leta 2001 do 2003 je bil namreč 3. minister za evropske integracije, tako v prvem kot v drugem kabinetu socialdemokratskega predsednika vlade Ivice Račana. Poleg tega je bil leta 2011 imenovan za podpredsednika vlade v kabinetu Zorana Milanovića in je to funkcijo opravljal do odstopa z mesta komisarja Evropske unije leta 2013.